# Französisch-Englischer Krieg von 1202 bis 1214

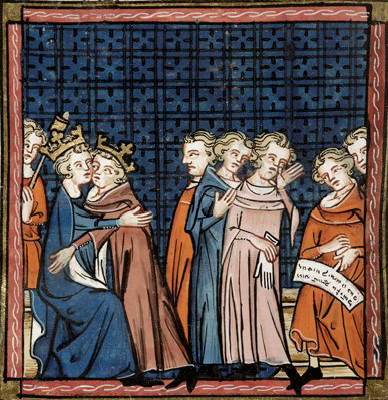
Friedensschluss zwischen Johann Ohneland und Philipp II. Miniatur aus dem 14. Jahrhundert

Der Französisch-Englische Krieg von 1202 bis 1214, auch Englisch-Französischer oder Anglo-Französischer Krieg genannt, war ein langjähriger Krieg zwischen dem Königreich England, dessen König zu Beginn des Krieges noch große Lehen in Frankreich besaß, und dem Königreich Frankreich. Durch den Krieg, der mehrfach von Waffenstillständen unterbrochen wurde, konnte Frankreich weite Teile des so genannten angevinischen Reichs in Frankreich erobern und behaupten. Die Niederlage in dem Krieg führte in England zum Krieg der Barone und zum Abschluss der Magna Carta.

## Hintergrund
Durch die Eroberung Englands durch Wilhelm den Eroberer war der Herzog der nordfranzösischen Normandie auch König von England geworden. Abgesehen von kürzeren Unterbrechungen waren auch Wilhelms Nachfolger zugleich Könige von England wie auch Herzöge der Normandie geblieben, womit sie nominell Vasallen der Könige von Frankreich waren. Durch die Heirat des späteren englischen Königs Heinrich II. Plantagenet, der von seinem Vater die französischen Grafschaften Anjou, Maine und Tours geerbt hatte, mit der Erbin des Herzogtums Aquitanien entstand das angevinische Reich, das neben England mit der Normandie auch die durch Erbschaft und Heirat erworbenen Besitzungen und somit weite Teile von Frankreich umfasste. Der französische König Philipp II., der 1180 den Thron bestiegen hatte, setzte deshalb die Politik seines Vaters fort, das die Macht des Königs einschränkende Reich der Plantagenets zu zerschlagen. Heinrichs II. Sohn und Nachfolger Richard Löwenherz hatte in einem langjährigen Krieg von 1194 bis 1199 Philipp II. schlagen können, fiel jedoch kurz darauf bei einer Belagerung in Südwestfrankreich. Sein Bruder Johann Ohneland wurde Herzog der Normandie, König von England und konnte schließlich gegen den Widerstand Philipps II., der Johanns Neffen Arthur von der Bretagne unterstützte, auch die Herrschaft in den anderen französischen Besitzungen übernehmen. Im Vertrag von Le Goulet erreichte er 1200 die Anerkennung durch den französischen König, musste aber im Gegenzug diesen als Lehnsherrn für seine Besitzungen in Frankreich anerkennen.

## Erneuter Kriegsausbruch
Der Friede zwischen den beiden Königen währte jedoch nicht lange. Die Hauptursache für den erneuten Kriegsausbruch war die Weigerung Johanns, auf die Beschwerden der Lusignans, die zu den mächtigsten seiner Vasallen in Aquitanien gehörten, einzugehen. Die Lusignans wandten sich darauf an den französischen König als ihren Oberherrn. Dieser ermahnte zunächst Johann, als Lehnsherr die Beschwerden seiner Vasallen anzuhören. Als Johann dieser Aufforderung nicht nachkam, musste Philipp II. den englischen König vor sein Hofgericht laden. Johann antwortete, dass er als Herzog der Normandie das alte Privileg hätte, den französischen König nur an der Grenze seines Herzogtums zu treffen. Philipp II. entgegnete, dass Johann sich nicht als Herzog der Normandie, sondern als Herzog von Aquitanien verantworten solle. Als Johann sich weiter weigerte, sich für die Klagen seiner Vasallen zu verantworten, erklärte Philipp II. im Mai 1202 den englischen König zum rebellischen Vasallen und all seiner Lehen in Frankreich für verlustig. 

### Feldzüge von 1202

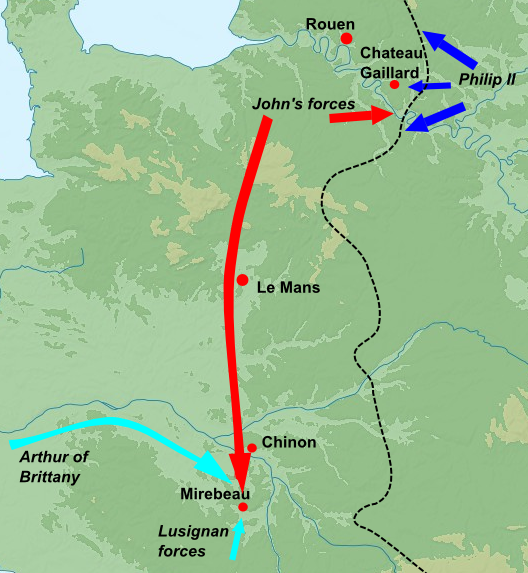
Die Feldzüge von 1202

Philipp II. begann den Krieg mit einem Angriff auf die Normandie. Dazu schlug er im Juli Johanns Neffen Arthur von der Bretagne, der weiter seinen Anspruch auf seinen Erbteil erhob, in Gournai zum Ritter und belehnte ihn mit Johanns französischen Lehen mit Ausnahme der Normandie, die er zum Kronland erklärte. Während Arthur mit poitevinischen Adligen, die gegen Johanns Herrschaft rebellierten, die Besitzungen Johanns entlang der Loire angriff und plünderte, griff Philipp II. mit seinem Heer die Burgenkette an der Ostgrenze der Normandie an. Johann vertraute diesen mächtigen Burgen und führte sein Söldnerheer nach Süden, um seine dortigen Besitzungen zu verteidigen. Bei Le Mans erhielt er die Nachricht, dass seine greise Mutter Eleonore von Arthur und seinen Verbündeten in der Burg von Mirebeau belagert wurde. Mit Hilfe seines Vasallen Guillaume des Roches führte er sein Heer in einem Gewaltmarsch nach Mirebeau, wo er am Morgen des 31. Juli die Rebellen vollkommen überraschte. Mit Hilfe des ortskundigen Guillaume des Roches drang er in die Stadt ein und konnte alle Ritter und Führer der Rebellen gefangen nehmen. Neben Johanns Neffen Arthur gerieten auch Gottfried von Lusignan, Hugo le Brun, Savary de Mauléon und über 200 Ritter in Gefangenschaft. Viele der Ritter ließ er nach England bringen, um sie bis zur Zahlung von Lösegeldern sicher in Gewahrsam zu haben. 
Johann gelang es jedoch nicht, diesen überwältigenden Sieg auszunutzen. In der Frage der Behandlung der Gefangenen überwarf er sich mit Guillaume des Roches. Dieser schloss sich daraufhin bald zusammen mit Vizegraf Amery de Thouars Johanns Gegnern an. Ihre Besitzungen im Anjou und im nördlichen Poitou unterbrachen nun Johanns Verbindungs- und Nachschublinien nach Aquitanien. Im Herbst 1202 eroberten die Bretonen Angers, die alte Residenz von Johanns Vorfahren. Johann konzentrierte seine Kräfte auf Argentan in der westlichen Normandie, geriet jedoch zunehmend in die Defensive. Sein Ruf erlitt weiteren Schaden, als über 20 der bei Mirebeau gefangene Ritter bei einem Ausbruchsversuch den Keep von Corfe Castle besetzten, anschließend jedoch lieber verhungerten, anstatt sich wieder zu ergeben. Als noch folgenschwerer erwiesen sich für Johann die Gerüchte über das Schicksal seines gefangenen Neffen Arthur, den er zu sich nach Rouen hatte bringen lassen. Von dort verschwand dieser, vermutlich hat Johann im April 1203 seinen Neffen im Zorn oder im betrunkenen Zustand umgebracht. 

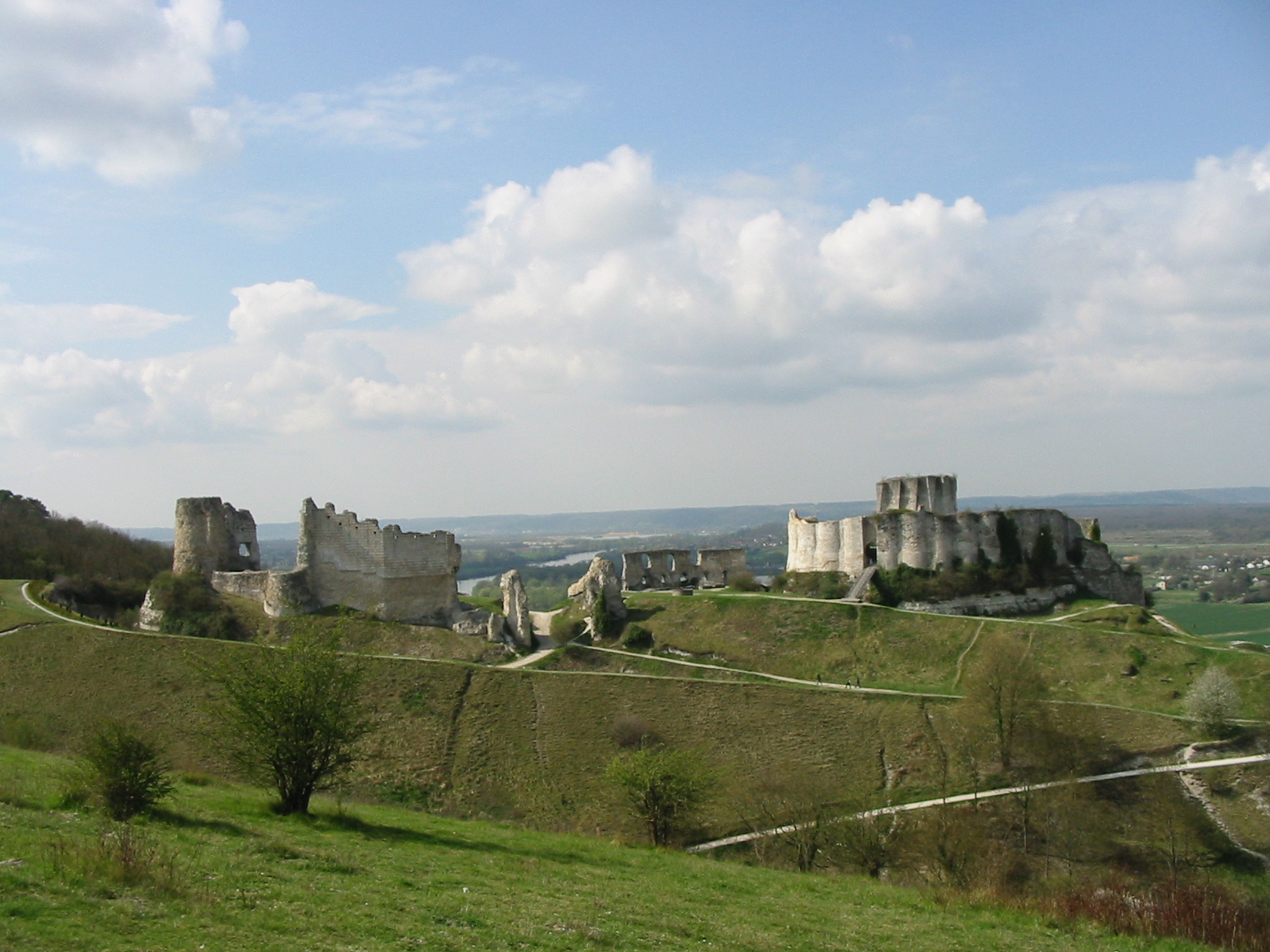
Die Ruine des für uneinnehmbar gehaltenen Château Gaillard

### Französische Eroberung der Normandie von 1203 bis 1204

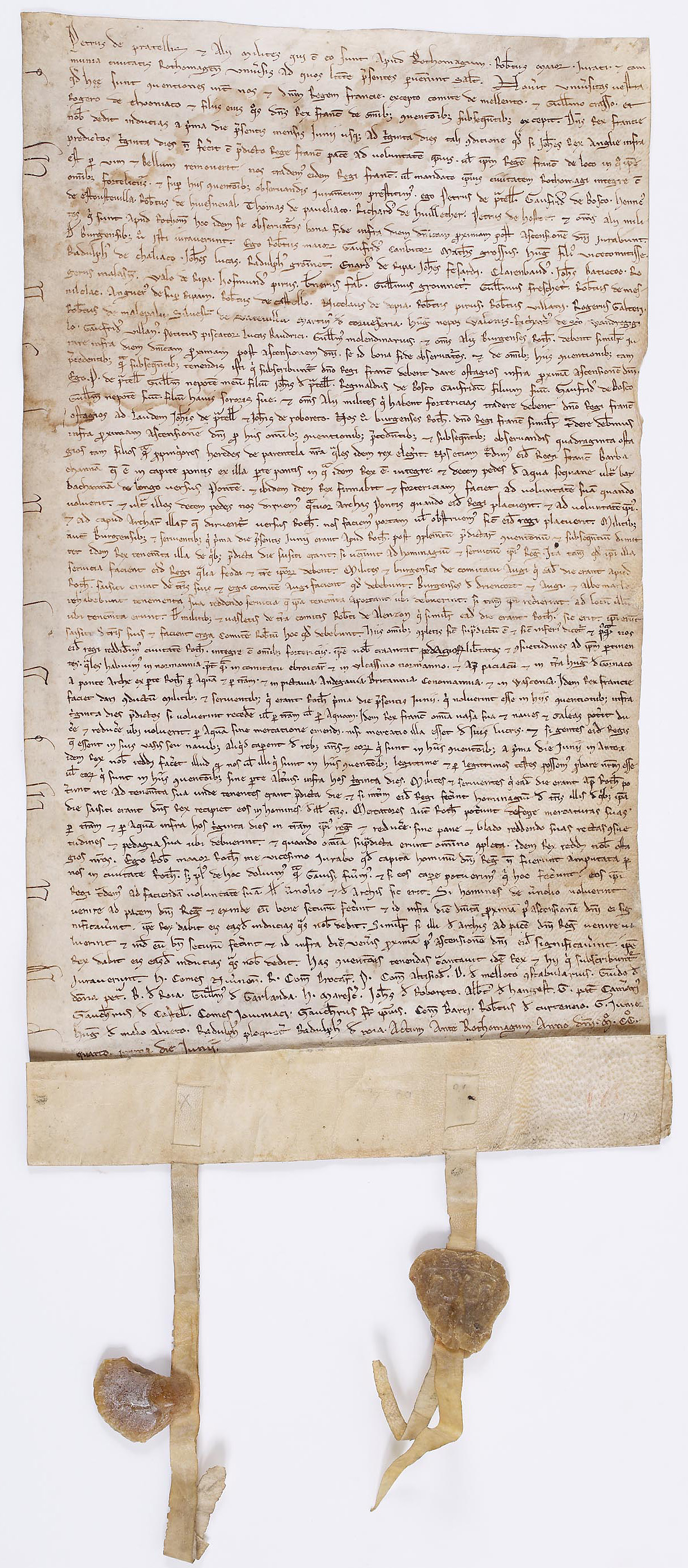
Kapitulationsurkunde von Rouen vom 1. Juli 1204

Im Januar wurde Johanns Frau, Königin Isabella, in Burg Chinon belagert. Einen von ihm geführten Vorstoß nach Chinon brach er ab, nachdem Robert, Graf von Alençon im Süden der Normandie die Seiten gewechselt hatte. Johann selbst war in der Folge so von der Unzuverlässigkeit seiner Vasallen in der Normandie überzeugt, dass er im Sommer 1203 keinen Feldzug unternahm. Seine Frau Isabella war schließlich durch ein Söldnerkontingent unter Pierre de Préaux entsetzt und nach Argentan gebracht worden. Philipp II. hingegen konnte entlang der Loire vorstoßen, während die Rebellen aus dem Poitou Angriffe auf Aquitanien unternahmen. Anschließend nahm Philipp II. seine Angriffe auf die Grenzburgen der Normandie wieder auf. Zunächst wurde Conches erobert, dann ergab sich überraschend die von Robert FitzWalter und Saer de Quincy verteidigte Burg von Vaudreuil. Ende August begannen die Franzosen mit der Belagerung von Château Gaillard, das das Seinetal sperrte. Ein von Johann und seinem Vertrauten William Marshal geführter Entsatzversuch zu Wasser und zu Land scheiterte unter hohen Verlusten. Johann wandte sich daraufhin nach Westen und griff die Bretagne an, wo er Dol plünderte. Misstrauisch gegenüber seinen Baronen in der Normandie, resignierte Johann und segelte am 5. Dezember 1203 von Barfleur nach Portsmouth in England. 
In England begann Johann mit den Vorbereitungen für einen neuen Feldzug in die Normandie. Anfang März 1204 eroberten die Franzosen jedoch im Sturm das für uneinnehmbar gehaltene Château Gaillard. Anstatt nun direkt auf Rouen, die schwer befestigte Hauptstadt der Normandie zu marschieren, führte Philipp II. sein Heer in den Westen der Normandie. Im April bot Johann ihm einen Waffenstillstand an, doch Philipp II. forderte von ihm den Verzicht auf alle seine kontinentalen Besitzungen. Philipp II. umging die Grenzfestungen im Süden der Normandie und stieß durch das Tal der Orne in das Zentrum des Herzogtums vor. Er eroberte ohne große Gegenwehr Argentan, während das von dem Söldnerführer Lupescar verteidigte Falaise bereits nach einer Woche kapitulierte. Lupescar wechselte nun die Seiten und schloss sich Philipp II. an. Anschließend besetzte Philipp II. kampflos Caen, die alte Hauptstadt der Normandie, und als Folge davon huldigten zahlreiche Barone der Umgebung dem französischen König als ihren neuen Lehnsherrn. Anfang Mai stieß ein bretonisches Heer in den Westen der Normandie vor, eroberte den Mont-Saint-Michel und Avranches und vereinigte sich mit dem französischen Heer bei Caen. Während eine Abteilung des Heeres die Halbinsel Cherbourg besetzte, stieß das französische Hauptheer nun über Liseux nach Rouen vor. Damit war die Normandie faktisch erobert. Um eine sinnlose Zerstörung von Rouen zu verhindern, vereinbarte Pierre de Préaux, der englische Kommandant der Stadt, mit den Franzosen am 1. Juni einen dreissigtägigen Waffenstillstand. Als endgültig klar wurde, dass von England kein Entsatzheer kam, kapitulierte er noch vor Ablauf der Waffenruhe am 24. Juni, womit die Normandie für England verloren war.

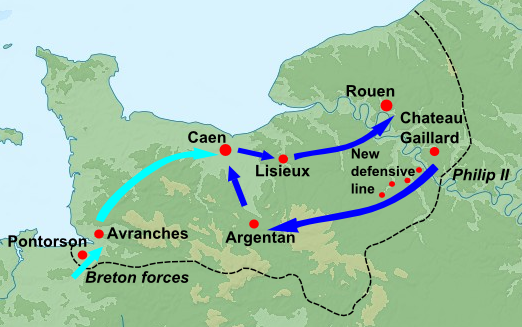
Der Feldzug Philipps II. (blau) zur Eroberung der Normandie 1204

Die Gründe für den raschen Verlust des Herzogtums waren vielschichtig. Neben Johanns Fehlern kam hinzu, dass die aufreibenden Kriege unter seinem Vater und seinem Bruder Richard Löwenherz die Finanzen des Herzogtums überfordert hatten. Während Richard Löwenherz jedoch noch mit seinen Kriegen Erfolg hatte, wurde sein Bruder als erfolgloser Ohneland oder Softsword verspottet. Der französische Königshof von Philipp II. war dagegen Ende des 12. Jahrhunderts zum kulturellen und politischen Zentrum von Frankreich geworden, so dass sich die Bindung der Normandie an England löste. Die Kulturen der Normandie und des normannischen Englands entwickelten sich auseinander, und die Adligen begannen, sich nicht länger als normannische, sondern eher als französische Adlige zu fühlen. Infolgedessen zeigte sich, dass bei der Verteidigung der Normandie der Widerstand gegen die französischen Angreifer nur noch von Johanns Söldnern und von den englischen Rittern und Baronen getragen wurde, so dass Johann allgegenwärtig Verrat fürchtete. Nach Angaben zeitgenössischer Chronisten blieb Johann während der Angriffe Philipps II. meist untätig, weil er tagelang mit seiner jungen Frau Isabella im Bett lag. Tatsächlich zeigen die Aufzeichnungen und Belege, dass Johann angestrengt hin und her reiste, ohne jedoch wirksam die Normandie verteidigen zu können.

### Folgen der Eroberung der Normandie
Durch den Krieg von 1202 bis 1204 hatte Johann nicht nur die Normandie, sondern auch das Anjou, Maine und die Grafschaft Tours verloren, deren Adlige zu Philipp II. übergelaufen waren. Nach dem Tod von Johanns Mutter Eleonore, die aus eigenem Recht Herzogin von Aquitanien gewesen war, am 1. April 1204 huldigten auch viele Barone von Aquitanien dem französischen König, der im August im Triumph in Poitiers einzog. Nur Teile des Poitou mit La Rochelle sowie die Gascogne, die von Elias von Malmort, Erzbischof von Bordeaux, verteidigt wurde, blieben in Johanns Hand. 
Als Folge der Eroberung der Normandie mussten zahlreiche anglonormannische Barone, die Lehen in der Normandie besaßen, um diese Besitzungen fürchten. Philipp II. verlangte von ihnen den Lehenseid, während Johann sie in diesem Fall als Verräter behandeln würde. Die meisten versuchten durch Zahlungen einen Aufschub des Lehnseides zu erreichen, doch schließlich beschlagnahmte Philipp II. in Form eines allgemeinen Dekrets bis auf wenige Ausnahmen die Ländereien der Adligen, die sich in England aufhielten und nicht zu einem festgelegten Zeitpunkt zurückgekehrt waren. Johann verfuhr im Gegenzug ähnlich mit den englischen Ländereien der Adligen, die Philipp II. die Treue hielten.
Die weiten Verbindungswege nach den verbliebenen englischen Besitzungen in Südwestfrankreich, die um die für die Seefahrt gefährliche und zudem gegnerische Bretagne führten, sowie die Bedrohung der südenglischen Küste nach der Eroberung der Normandie durch Frankreich zeigten, dass die Schiffe der Cinque Ports allein für den Seekrieg nicht mehr ausreichten. Der König beauftragte deshalb William of Wrotham, eine eigene königliche Marine aufzubauen, dies war der Ursprung der Royal Navy.

## Scheitern des englischen Feldzugs von 1205
Johann gab seine Ansprüche auf die verlorenen Gebiete jedoch zeitlebens nicht auf. Ende März 1205 konnte er auf einer Ratsversammlung seinen englischen Baronen die Zustimmung abringen, ihn weiter bei der aktiven Verteidigung seiner Besitzungen in Frankreich zu unterstützen. So konnte er für den 1. Mai den zehnten Teil seines Feudalheer nach London einberufen, damit es ihm zur notwendigen Verteidigung des Reichs zur Verfügung stand. Er versuchte so, ein kleineres, schlagkräftiges Heer zu erhalten, das ihm auch länger als die durch die Lehenspflicht verlangten 40 Tage zur Verfügung stand. Einen Teil seiner Truppen, vor allem Söldner unter dem Befehl seines illegitimen Sohnes Geoffrey, beorderte er nach Dartmouth, den weitaus größeren Teil beorderte er nach Portsmouth. Im Juni zog er eine große Flotte vor Portsmouth zusammen, um mit seinem Heer nach Frankreich überzusetzen. Seine englischen Barone brachten jedoch zahlreiche Vorwände vor, damit sie ihm nicht nach Frankreich folgen mussten. Selbst William Marshal wollte nicht an dem Feldzug teilnehmen, da er gerade mit dem König von Frankreich eine Übereinkunft geschlossen hatte, nach der er seine Lehen in der Normandie behalten durfte. Da Johann seine Barone nicht umstimmen konnte, brachen schließlich nur ein Söldnerkontingent ins Poitou sowie Verstärkungen unter William Longespée, dem Halbbruder des Königs, nach La Rochelle auf. Seinen geplanten Hauptfeldzug, der wahrscheinlich gegen die Normandie gerichtet war, musste der König dagegen absagen. Aufgrund des ausbleibenden Entsatzes mussten die isolierten Burgen von Chinon und Loches bis Sommer 1205 vor den französischen Belagerungstruppen kapitulieren.

## Englischer Feldzug von 1206

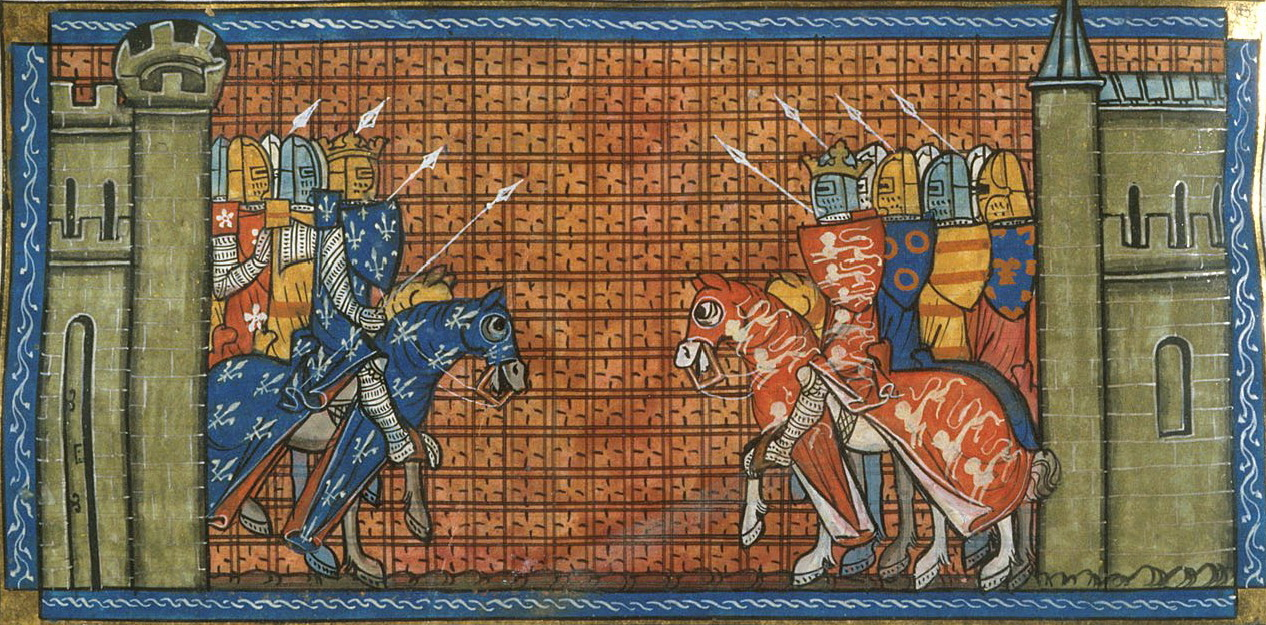
Schlacht zwischen Johann Ohneland und Philipp II. Miniatur aus dem 14. Jahrhundert

Ab April 1206 bereitete Johann eine Expedition nach Südwestfrankreich vor, um die Verteidigung seiner dortigen verbliebenen Besitzungen zu organisieren. Anfang Juni 1206 segelte er mit seiner Streitmacht nach La Rochelle, das er am 7. Juni erreichte. Obwohl im Vorjahr die englischen Barone das Scheitern des Feldzugs herbeigeführt hatten, begleiteten ihn bei diesem Feldzug erstaunlich viele seiner Adligen. In La Rochelle schlossen sich ihm zahlreiche Adlige aus Aquitanien an. Da seine Streitkräfte für einen Eroberungsfeldzug dennoch nicht ausreichten, unternahm er zunächst mehrere Vorstöße ins Poitou, dessen Adlige mehrheitlich auf die Seite König Philipps II. gewechselt waren. In einem ersten Vorstoß entsetzte er die Stadt Niort, die von Savary de Mauléon für ihn gehalten wurde. Anschließend wandte er sich kurz nach Süden, ehe er im Juli zur Mündung der Garonne segelte und von dort einen Vorstoß auf Montauban unternahm, das eine Hochburg seiner Gegner unter den Adligen in Südwestfrankreich war. Es gelang ihm, die für uneinnehmbar gehaltene Stadt nach 15 Tagen Belagerung mit Hilfe von Belagerungsmaschinen zu erobern. Im August kehrte er nach Niort zurück und unternahm einen Vorstoß nach Osten bis nach Montmorillon. Aimery, der Vizegraf von Thouars, der vom französischen König zum Seneschall des Poitou ernannt worden war, lief nun zu ihm über. Johann zog nun nach Westen bis zur Grenze der Bretagne, um von dort nach Angers, der Residenz seiner Vorfahren, vorzustoßen. Nach einem einwöchigen Aufenthalt in Angers zog er noch weiter nach Norden bis Le Lude, ehe er sich wieder ins Poitou zurückzog. Der französische König Philipp II. hatte gegen seinen Vorstoß sein Feudalheer aufgeboten und war bis zur Grenze des Poitou vorgerückt, doch unternahm er keinen Gegenangriff. Am 26. Oktober 1206 schlossen die beiden Könige einen Waffenstillstand, in dem Philipp II. die Rückeroberung weiter Teile des Poitou anerkannte. Der Waffenstillstand war auf zwei Jahre befristet und wurde von einer Kommission überwacht, die aus vier Baronen beider Parteien bestand. Durch den Feldzug hatte Johann nicht nur weite Teile des Poitou zurückgewonnen sowie Aquitanien gesichert, sondern auch wertvolle Erfahrungen über die Durchführung einer seegestützten Operation gewonnen.

## Geplanter Kriegszug nach Frankreich 1212
In den nächsten Jahren kümmerte sich Johann um die Verwaltung von England. Konflikte mit dem Papst, mit den walisischen Fürsten und Schottland hielten ihn von weiteren Kriegszügen gegen Frankreich ab. Nach erfolgreichen Feldzügen gegen Wales und gegen Schottland glaubte Johann ab 1211 an eine baldige Rückeroberung seiner Besitzungen in Frankreich. Er erneuerte sein Bündnis mit Graf Rainald von Boulogne, das er durch den Frieden von Goulet 1200 beendet hatte, und bereitete einen Feldzug nach Frankreich für den Sommer 1212 vor. Der Aufstand der walisischen Fürsten, die sich unter Führung von Llywelyn ab Iorwerth gegen den Ausbau von Johanns Vorherrschaft über Wales auflehnten, kam für ihn unerwartet. Nachdem sich der Aufstand als schwerwiegender erwies, als Johann zunächst angenommen hatte, berief er seine Land- und Seestreitkräfte, die er in Portsmouth gesammelt hatte, nach Chester. Dort erfuhr er, dass eine Gruppe der englischen Barone sich gegen ihn verschworen hatte, die ihn sogar während des Feldzugs nach Wales töten wollten. Daraufhin sagte er auch den Feldzug nach Wales ab und wandte sich gegen die aufständischen Barone.

## Gescheiterter französischer Invasionsversuch 1213

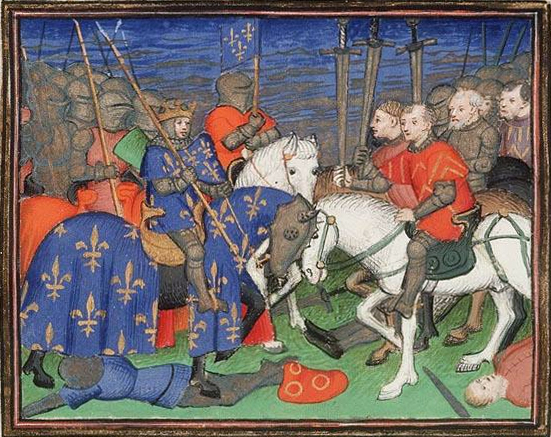
Sieg von Philipp II. in der Schlacht bei Bouvines

Im Gegenzug hoffte der französische König Philipp II., dass er bei einer Landung in England Unterstützung durch die rebellischen Baronen gegen den seit 1209 exkommunizierten Johann erhalten würde. Für 1213 bereitete er deshalb eine Invasion Englands vor. Sein Vasall Graf Ferdinand von Flandern verlangte jedoch als Gegenleistung für seine Teilnahme an der Invasion die Rückgabe von zwei Städten, die er zuvor an den König abtreten musste. Der französische König segelte deshalb, bevor er nach England aufbrechen wollte, mit seiner Flotte nach Flandern, um seine Oberhoheit gegenüber Graf Ferdinand durchzusetzen. Während die französischen Soldaten Gent angriffen, wurde die vor Damme ankernde, fast wehrlose französische Flotte am 30. und 31. Mai von der englischen Flotte unter William Longespée angegriffen. Die Engländer konnten der französischen Flotte eine entscheidende Niederlage beibringen, so dass der Invasionsversuch des französischen Königs gescheitert war.

## Englischer Angriff auf Frankreich 1214
Im nächsten Jahr plante Johann, Philipp II. durch einen Zangenangriff auf Frankreich zu schlagen. Während er selbst eine Expedition ins Poitou führen wollte, sollte ein weiteres englisches Heer sich in Flandern mit den verbündeten Armeen des römisch-deutschen Kaisers Otto IV., mit dem Grafen von Boulogne und anderen Verbündeten vereinen. 
König Johann landete im Februar 1214 in La Rochelle. Nachdem er zunächst Vorstöße in die Limousin und in die Gascogne unternommen hatte, marschierte er im Mai durch Poitou, wo er zunächst die Familie Lusignan schlagen und schließlich durch ein Heiratsversprechen seiner Tochter Johanna mit Hugo X. von Lusignan für sich gewinnen konnte. Danach wandte er sich nach Norden, eroberte Nantes und konnte erneut in Angers einziehen. Während er die Burg von Roche-aux-Moines nördlich von Angers belagerte, erschien der französische Prinz Ludwig mit einem Heer vor der Burg. Die französischen Verbündeten Johanns ließen ihn im Stich und flohen, so dass Johann schließlich selbst kampflos das Schlachtfeld räumte und zurück nach La Rochelle floh, das er am 9. Juli erreichte. Auch der zweite Teil von Johanns Kriegsplan scheiterte. Das Heer von William Longespée konnte sich zwar mit den verbündeten Armeen vereinen, doch dann wurden sie 27. Juli von den französischen Truppen in der Schlacht bei Bouvines entscheidend geschlagen. König Philipp II. stieß nun in das Poitou vor, und am 18. September vermittelte der englischstämmige Kardinal Robert Curzon einen fünfjährigen Waffenstillstand zwischen den beiden Königen.

## Folgen
Johann zog sich im Oktober 1214 wieder nach England zurück, wo er sich einer Adelsopposition gegenüber fand. Er musste schließlich auf die Forderungen seiner rebellischen Barone eingehen und ihnen 1215 in der Magna Carta ihre Rechte bestätigen. Dennoch kam es in der Folge zu einem Bürgerkrieg in England, in dem die rebellischen Barone die englische Krone dem französischen Prinzen Ludwig anboten. Ludwig landete am 22. Mai 1216 in England und wurde in London zum König proklamiert. Er konnte rasch weite Teile des Landes besetzen, dennoch leistete Johann weiter Widerstand. Bei einem Feldzug nach Mittelengland erkrankte Johann an Dysenterie und starb am 18. Oktober 1216. Seine Anhänger krönten rasch seinen neunjährigen Sohn Heinrich zum neuen König. Der Regent William Marshal erkannte die Magna Carta an, worauf zahlreiche englische Barone auf die Seite des minderjährigen Heinrich wechselten. Nach mehreren Niederlagen musste Prinz Ludwig im September 1217 den Frieden von Lambeth schließen, auf seinen englischen Thronanspruch verzichten und England verlassen.
Nach dem Auslaufen des Waffenstillstands griff der nunmehrige französische König Ludwig VIII. 1224 in einem neuen Krieg die englischen Besitzungen in Südwestfrankreich an und konnte sie bis auf die Gascogne erobern. Ein Invasionsversuch von Heinrich III. in der Normandie scheiterte 1230, 1242 scheiterte ein weiterer Feldzug des Königs in Frankreich durch die Niederlage bei Taillebourg. Danach unternahm Heinrich III. keine weiteren Feldzüge mehr gegen Frankreich und erkannte 1259 im Vertrag von Paris den Verlust der Besitzungen seiner Familie an, blieb aber Herr der Gascogne.